# Neue Stücke aus Europa
Die Theaterbiennale Neue Stücke aus Europa ist ein internationales Theaterfestival für Gegenwartsdramatik. Gezeigt werden Inszenierungen von aktuellen Theatertexten, die in ihrer Originalsprache aufgeführt und für das Publikum simultan übersetzt werden.

## Geschichte
Der Ursprung des Festivals liegt in der 1992 gegründeten Bonner Biennale, die bis 2008 alle zwei Jahre stattfand. Das Festival Neue Stücke aus Europa findet seit 2004 in der Rhein-Main-Region statt. Der Hauptveranstaltungsort ist das Staatstheater Wiesbaden. Zu den Entdeckungen des Festivals zählten unter anderem Jon Fosse, Biljana Srbljanović und Enda Walsh.

## Organisation
Neue Stücke aus Europa basiert auf einem Netzwerk sogenannter Paten. Dies sind renommierte Dramatiker, „Paten“ aus 41 Ländern Europas, darunter Biljana Srbljanović (Serbien), Özen Yula (Türkei), Bernhard Studlar (Österreich), Gianina Carbunariu (Rumänien), Simona Semenić (Slowenien), Mark Ravenhill (Vereinigtes Königreich), Paul Pourveur (Belgien), Hristo Boytchev (Bulgarien), Laura Ruohonen (Finnland), Ákos Németh (Ungarn) und Tena Štivičić (Kroatien) (Stand 2014). Sie schlagen der künstlerischen Leitung neue Theatertexte und Inszenierungen vor und geben Auskunft über aktuelle Theaterereignisse in ihrem Land.
Die künstlerische Leitung von Neue Stücke aus Europa besteht aus Manfred Beilharz, Intendant des Hessischen Staatstheaters Wiesbaden, Tankred Dorst und Ursula Ehler, die gemeinsam 1992 die Bonner Biennale gegründet haben. Dieses Team wird bei jedem Festival von wechselnden Theatermachern unterstützt.
Seit seiner Gründung versteht sich die Theaterbiennale als Arbeitsfestival mit fünf Workshop-Programmen. Das Forum Junger Autoren wird seit 1998 in einem deutsch- und einem englischsprachigen Workshop von Dramatikern geleitet, etwa von Mark Ravenhill und Martin Heckmanns, Biljana Srbljanović, Theresia Walser, Nicoleta Esinencu und Enda Walsh.